# Státní hranice

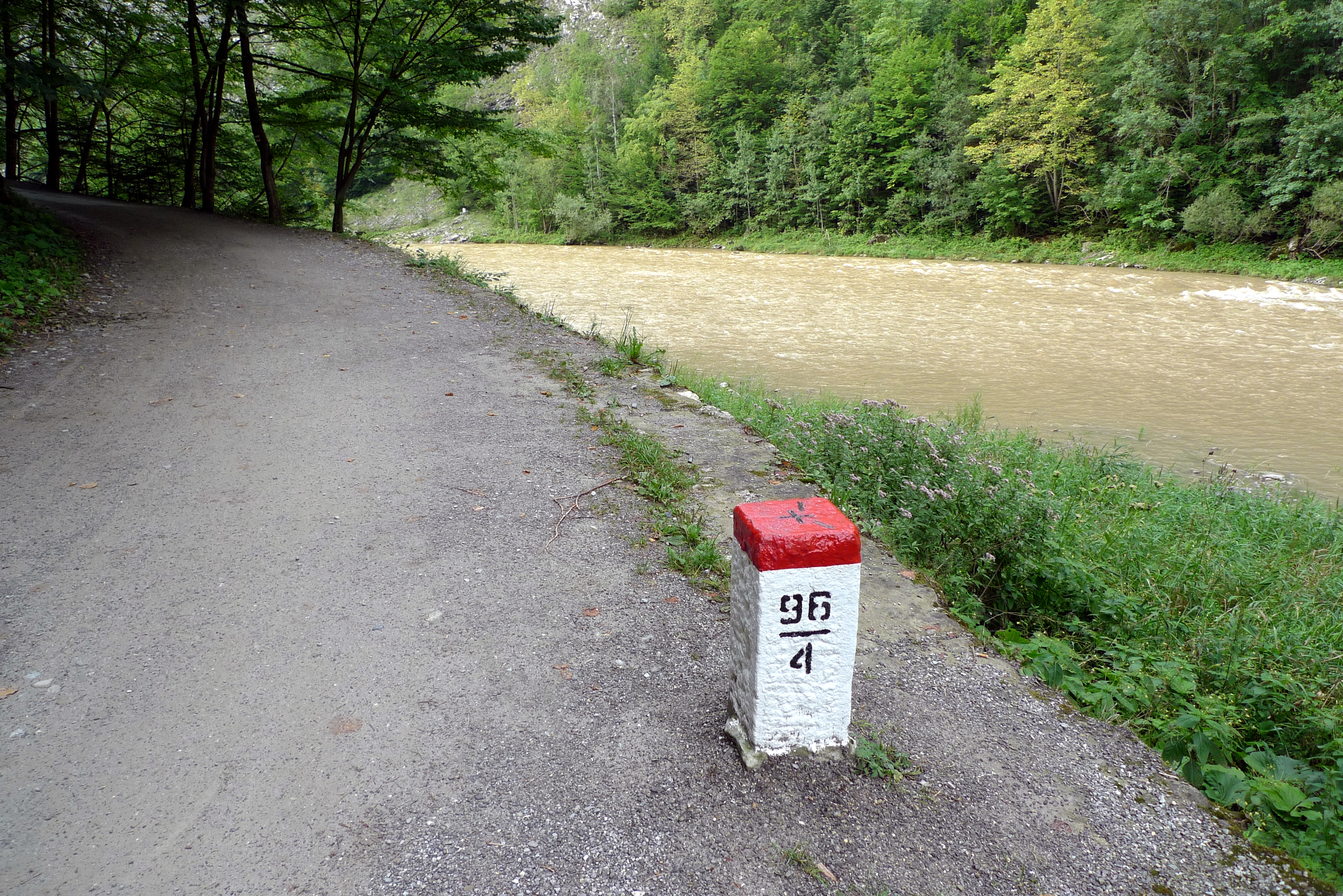
Hranice mezi Slovenskem a Polskem u řeky Dunajec

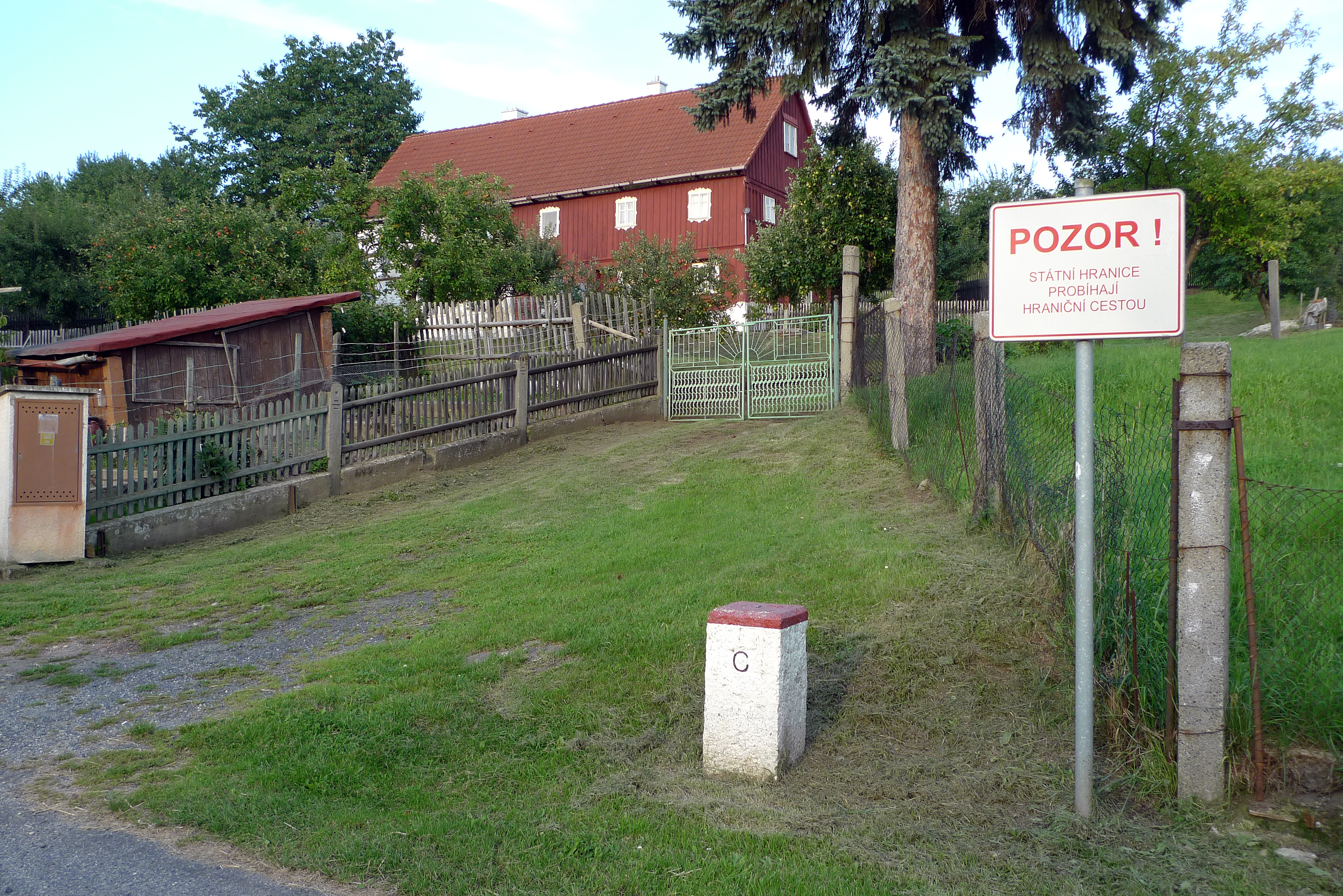
Hranice mezi Oldřichovem na Hranicích a Kopaczowem

Státní hranice (v češtině ve vztahu ke státním hranicím ČR se používá výraz "státní hranice" nejčastěji v množném čísle - na rozdíl např. od slovenštiny) jsou hranice, které definují vnitřní území každého státu. Zahrnují suchozemský prostor, plochu vnitřních a pobřežních vod, prostor pod nimi i vzdušný prostor nad nimi.  Stanoveny bývají prostřednictvím mezinárodní smlouvy a v terénu jsou pak vyznačeny hraničními kameny, sloupy či mezníky. Státní hranice je v převážné většině zemí možné oficiálně překračovat jen na místech označených a k tomu určených jako hraniční přechody. Výjimku tvoří tzv. vnitřní schenghenské hranice v rámci EU/EHP, na nichž platí zvláštní režim a tyto je povoleno překračovat (bez kontrol) v každém místě, s výjimkou míst, kde je to přímo zakázáno (např. národní parky, vojenské prostory nebo místa, která jsou zdraví a životu nebezpečná). Země Schengenské dohody však mohou v případě potřeby krátkodobě kontroly na svých vnitřních hranicích obnovit. Jestliže jsou při vzniku nového státu respektovány původní administrativní hranice (např. při rozdělení Československa), hovoří se o zachování principu uti possidetis.

## Dělení státních hranic
Státní hranice můžeme rozdělit z určení, zda se průběh hranice opírá o určitý přírodní základ nebo zda byl vytvořen člověkem a uměle vnesen do přírody na:
- Přírodní (orografické) – vedou po přírodním útvaru (po hřebenech hor, vodními toky, bažinami, pouštěmi, mořskými pobřežími, …)
- Umělé (geometrické) – jsou vytvořeny člověkem, většinou vedou v přímých liniích, nerespektují přírodní útvary. [2]

K vytvoření umělých hranic může dojít např. po ukončení války (hranice Maďarska stanovila Trianonská smlouva jako výsledek válečné prohry Uherska, podobně bylo vytvořeno nárazníkové pásmo na Kypru). Umělé hranice někdy prochází i městy (Český Těšín/Cieszyn, České Velenice/Gmünd, Komárno/Komárom, Štúrovo/Esztergom, Görlitz/Zgorzelec, Rafáh, Nikósie, El Paso/Ciudad Juárez). Mezi umělé hranice patří i tzv. hranice astronomické, určené poledníkem či rovnoběžkou, jako je tomu např. u části státních hranic mezi USA a Kanadou.
Dalším způsobem dělení je kritérium otevřenosti hranic, podle toho se dělí státní hranice na:
- Otevřené – hranice lze překračovat takřka bez omezení, např. hranice mezi státy USA nebo hranice mezi státy Schengenského prostoru v EU (včetně státní hranice mezi Českou republikou a jejími sousedními státy).
- Omezené – hranice mají určitá kritéria pro jejich překročení, tento druh používá většina států na světě.
- Uzavřené – hranice, které lze překročit pouze ve velmi výjimečných případech, např. hranice mezi Severní a Jižní Koreou či hranice mezi Arménií a Ázerbájdžánem. [2]

## Vytyčení státní hranice
Při tvorbě či změně hranic se uplatňují většinou hlediska:
- Historická – vychází z dříve existujících územních celků
- Národnostní – za základ se bere území obývané určitým národem či národy
- Požadavek přírodních hranic – přizpůsobení se přírodním útvarům [4]

## Fáze stanovení státních hranic
Státní hranice se obvykle vytyčuje v následujících fázích:
- Atribuce (alokace) – politické rozhodnutí o příslušnosti území
- Delimitace – určení přesného průběhu hranice na mapách, terénní šetření, ověřování majetkových poměrů
- Demarkace – vyznačení v terénu
- Přijetí mezinárodní smlouvy o státních hranicích
- Administrace – údržba a obnova hraničních znaků, sledování změn hranice[5]

## Státní hranice Česka
Podrobnější informace naleznete v článku státní hranice Česka.

## Státní hranice v číslech
- Hranice mezi všemi státy světa činí celkem 250 708 km[zdroj?]
- Nejvíce sousedních států mají Rusko a Čína (14)
- 44 států nemá přístup k moři – jde o vnitrozemské státy
- 2 vnitrozemské státy (Lichtenštejnsko a Uzbekistán) sousedí pouze s dalšími vnitrozemskými státy
- 3 vnitrozemské státy, které sousedí pouze s jedním státem, jsou Vatikán, San Marino, (oba s Itálií) a Lesotho (s Jihoafrickou republikou)
- Existují dvě hlavní města ležící na hranicích naproti sobě – Brazzaville a Kinshasa
- Jediné hlavní město, které leží na hranici 3 států je Bratislava (hlavní město Slovenska) – hraničí s Rakouskem a Maďarskem
- Nejdelší hranice:
  - země s největší délkou hranic se všemi svými sousedy je Rusko – celkem 20 139 km s 14 zeměmi
  - nejdelší hranice mezi dvěma zeměmi jsou mezi Spojenými státy a Kanadou – 8893 km ve dvou částech („teritoriální“, sledující na západě 49° rovnoběžku s.š. a na východě kontinentu Velká jezera – dlouhé 6416 km; a hranice s Aljaškou, sledující 141° poledník z.d. – dlouhé 2547 km). Tyto hranice nejsou militarizovany ani aktivně hlídány.
  - nejdelší souvislé hranice mezi dvěma státy jsou mezi Ruskem a Kazachstánem – 6846 km.[6]

## Pohraničí a příhraničí
Pohraničí je území podél nebo blíže státních hranic. Pohraničí nezahrnuje území sousedního státu. Příhraničí je oblast ležící při hranici se sousedním státem a zahrnuje i pohraniční území sousedního státu.